# Christophe Janssens
Christophe Janssens (9 maart 1998) is een Belgisch voetballer die als linksback speelt. Hij stroomde in 2017 door vanuit de jeugd van KRC Genk naar de eerste ploeg.

## Carrière

### Clubcarrière
Janssens verruilde in 2015 Club Brugge voor KRC Genk. Op 16 maart 2017 debuteerde de linksachter in de UEFA Europa League tegen AA Gent. Hij viel na 81 minuten in voor Jere Uronen. De wedstrijd eindigde in een 1–1 gelijkspel. Janssens mocht tijdens het seizoenseinde ook nog kort invallen in de Play-off 2-wedstrijd tegen Royal Excel Moeskroen en in de Play-off 2-finale tegen STVV.
Tijdens het seizoen 2017/18 werd Janssens uitgeleend aan MVV Maastricht . Daar deed hij veel ervaring op: de verdediger speelde 25 wedstrijden, waarin hij 2 keer scoorde. Toch liet Genk hem na zijn terugkeer in de zomer van 2018 definitief vertrekken naar KVC Westerlo, waar hij een contract voor drie seizoenen tekende.

### Interlandcarrière
Janssens kwam uit voor de U15, U16, U17, U18 en U19 van het Belgisch voetbalelftal. Met de U17 nam Janssens in 2015 deel aan het EK –17 en het WK –17. Op het EK sneuvelde België in de halve finale tegen Frankrijk en speelde Janssens alle wedstrijden, op het WK eindigde België derde en kwam Janssens in vier van de zeven wedstrijden in actie.

## Clubstatistieken
| Seizoen     | Club             | Competitie         | Competitie | Competitie | Competitie | Beker | Beker | Beker | Internationaal | Internationaal | Internationaal | Totaal | Totaal | Totaal |
| Seizoen     | Club             | Competitie         | Wed.       | Dlp.       | Ass.       | Wed.  | Dlp.  | Ass.  | Wed.           | Dlp.           | Ass.           | Wed.   | Dlp.   | Ass.   |
| ----------- | ---------------- | ------------------ | ---------- | ---------- | ---------- | ----- | ----- | ----- | -------------- | -------------- | -------------- | ------ | ------ | ------ |
| 2016/17     | KRC Genk         | Jupiler Pro League | 2          | 0          | 0          | 0     | 0     | 0     | 1              | 0              | 0              | 3      | 0      | 0      |
| Club Totaal | Club Totaal      | Club Totaal        | 2          | 0          | 0          | 0     | 0     | 0     | 1              | 0              | 0              | 3      | 0      | 0      |
| 2017/18     | → MVV Maastricht | Eerste Divisie     | 24         | 2          | 2          | 1     | 0     | 0     | —              | —              | —              | 25     | 2      | 2      |
| Club Totaal | Club Totaal      | Club Totaal        | 24         | 2          | 2          | 1     | 0     | 0     | 0              | 0              | 0              | 25     | 2      | 2      |
| 2018/19     | KVC Westerlo     | Proximus League    | 15         | 0          | 0          | 1     | 0     | 0     | —              | —              | —              | 16     | 0      | 0      |
| 2019/20     | KVC Westerlo     | Proximus League    | 9          | 1          | 0          | 2     | 1     | 0     | —              | —              | —              | 11     | 2      | 0      |
| 2020/21     | KVC Westerlo     | Proximus League    | 14         | 0          | 1          | 1     | 0     | 0     | —              | —              | —              | 15     | 0      | 1      |
| Club Totaal | Club Totaal      | Club Totaal        | 38         | 1          | 1          | 4     | 1     | 0     | 0              | 0              | 0              | 42     | 2      | 1      |
| 2021/22     | KMSK Deinze      | Proximus League    | 19         | 1          | 2          | 2     | 0     | 0     | —              | —              | —              | 21     | 1      | 2      |
| 2022/23     | KMSK Deinze      | Proximus League    | 9          | 0          | 0          | 1     | 0     | 0     | —              | —              | —              | 10     | 0      | 0      |
| Club Totaal | Club Totaal      | Club Totaal        | 28         | 1          | 2          | 3     | 0     | 0     | 0              | 0              | 0              | 31     | 1      | 2      |
| TOTAAL      | TOTAAL           | TOTAAL             | 92         | 4          | 5          | 8     | 1     | 0     | 1              | 0              | 0              | 101    | 5      | 5      |